# Amok (powieść)
Amok – powieść polskiego autora Krystiana Bali, opublikowana w maju 2003 roku przez wydawnictwo Croma.
Głównym bohaterem powieści jest młody intelektualista Chris, z zawodu tłumacz. Pierwszoosobowy narrator brutalnym i wulgarnym językiem opisuje liczne erotyczne przygody, często przeżywane pod wpływem alkoholu.
Książka wzbudziła liczne kontrowersje, m.in. za sprawą użycia przez autora dużej liczby wulgaryzmów, wykorzystania wielu technik literackich oraz postawienia bardzo kontrowersyjnych tez, odwołujących się do historii filozofii. Autorowi czytelnicy nadali przydomek „Cesarza metafor” za sprawą niezliczonej ilości niespotykanych porównań umieszczonych w tekście.
Powieść naprowadziła policję na sprawę niewyjaśnionego zabójstwa właściciela wrocławskiej agencji reklamowej Dariusza J. z jesieni 2000 r. Opis zbrodni ujęty w treści miał być zaskakująco podobny w szczegółach do prawdziwego zabójstwa. Ostatecznie książka nie została uznana przez sąd za dowód, ale dzięki niej Krystian Bala został skojarzony z niewyjaśnionym morderstwem. Książkę wycofano z oficjalnej sprzedaży, a używane egzemplarze osiągnęły cenę kilkuset złotych.
Autor książki został skazany 5 września 2007 roku przez wrocławski Sąd Okręgowy na 25 lat więzienia z możliwością ubiegania się o przedterminowe zwolnienie po 20 latach odbywania kary.
Na podstawie książki powstał film „Amok” z 2017 roku, w reżyserii Kasi Adamik.